# العلاقات الأذربيجانية الميكرونيسية
العلاقات الأذربيجانية الميكرونيسية هي العلاقات الثنائية التي تجمع بين أذربيجان وولايات ميكرونيسيا المتحدة.

## مقارنة بين البلدين
هذه مقارنة عامة ومرجعية للدولتين:
| وجه المقارنة                                              | أذربيجان        | ولايات ميكرونيسيا المتحدة |
| --------------------------------------------------------- | --------------- | ------------------------- |
| المساحة (كم2)                                             | 86.60 ألف       | 702                       |
| عدد السكان (نسمة)                                         | 10.00 مليون     | 105.54 ألف                |
| الكثافة السكانية (ن./كم²)                                 | 115.47          | 15.03 ألف                 |
| العاصمة                                                   | باكو            | باليكير                   |
| اللغة الرسمية                                             | اللغة الأذرية   | لغة إنجليزية              |
| العملة                                                    | مانات أذربيجاني | دولار أمريكي              |
| الناتج المحلي الإجمالي (بليون دولار)                      | 40.75 مليار     | 336.43 مليون              |
| الناتج المحلي الإجمالي (تعادل القوة الشرائية) بليون دولار | 171.56 مليار    | 365.27 مليون              |
| الناتج المحلي الإجمالي الاسمي للفرد دولار أمريكي          | 5.50 ألف        | 3.02 ألف                  |
| الناتج المحلي الإجمالي للفرد دولار أمريكي                 | 17.52 ألف       |                           |
| مؤشر التنمية البشرية                                      | 0.751           | 0.640                     |
| رمز المكالمات الدولي                                      | +994            | +691                      |
| رمز الإنترنت                                              | .az             | .fm                       |
| المنطقة الزمنية                                           | ت ع م+04:00     |                           |

## منظمات دولية مشتركة
يشترك البلدان في عضوية مجموعة من المنظمات الدولية، منها:
| علم المنظمة | اسم المنظمة                               | تاريخ انضمام أذربيجان | تاريخ انضمام ولايات ميكرونيسيا المتحدة |
| ----------- | ----------------------------------------- | --------------------- | -------------------------------------- |
|             | البنك الدولي للإنشاء والتعمير             | 18 سبتمبر 1992        | 24 يونيو 1993                          |
|             | بنك التنمية الآسيوي                       | 1999                  | 1990                                   |
|             | يونسكو                                    | 3 يونيو 1992          | 19 أكتوبر 1999                         |
|             | وكالة ضمان الاستثمار متعدد الأطراف        | 23 سبتمبر 1992        | 11 أغسطس 1993                          |
|             | الاتحاد الدولي للاتصالات                  | 10 أبريل 1992         | 18 مارس 1993                           |
|             | مؤسسة التمويل الدولية                     | 11 أكتوبر 1995        | 24 يونيو 1993                          |
|             | الأمم المتحدة                             | 2 مارس 1992           | 17 سبتمبر 1991                         |
|             | مؤسسة التنمية الدولية                     | 31 مارس 1995          | 24 يونيو 1993                          |
|             | منظمة حظر الأسلحة الكيميائية              | ?                     | ?                                      |
|             | المركز الدولي لتسوية المنازعات الاستشارية | 18 أكتوبر 1992        | 24 يوليو 1993                          |

## وصلات خارجية
- موقع وزارة الخارجية الأذربيجانية